# Грандвју (Индијана)
Грандвју (енгл. Grandview) град је у америчкој савезној држави Индијана.

## Демографија
По попису из 2010. године број становника је 749, што је 53 (7,6%) становника више него 2000. године.
| Група             | 2000.       | 2010.       |
| Белци             | 673 (96,7%) | 717 (95,7%) |
| Афроамериканци    | 13 (1,9%)   | 11 (1,5%)   |
| Азијати           | 3 (0,4%)    | 0 (0,0%)    |
| Хиспаноамериканци | 1 (0,1%)    | 8 (1,1%)    |
| Укупно            | 696         | 749         |